# Parafia Jezusa Chrystusa Króla Wszechświata w Rawie Mazowieckiej
Parafia Jezusa Chrystusa Króla Wszechświata w Rawie Mazowieckiej – parafia należąca do dekanatu Rawa Mazowiecka diecezji łowickiej. Jest obsługiwana przez księży diecezjalnych. Obecny kościół parafialny to kaplica tymczasowa. Parafia została erygowana w dniu 21 listopada 2010 roku przez biskupa łowickiego Andrzeja Dziubę